# المناظر (إقليدس)

افترض إقليدس أن الأشعة البصرية تنطلق من العينين إلى الكائنات، وأن الخصائص البصرية المختلفة للأشياء تتحدد من خلال كيفية سقوط الأشعة البصرية عليها. هنا المربع الأحمر هو كائن فعلي، في حين أن المستوي الأصفر يوضح كيفية إدراك الكائن.

كتاب أقليدس في اختلاف المناظر أو ببساطة المناظر (بالإغريقية: Ὀπτικά)، هو عمل في هندسة الرؤية كتبه عالم الرياضيات اليوناني إقليدس في قرابة عام 300 قبل الميلاد. أقدم مخطوطة متبقية من كتاب إقليدس في المناظر هي باللغة اليونانية ويعود تاريخها إلى القرن العاشر الميلادي.
يتناول العمل بالكامل تقريبًا هندسة الرؤية، مع إشارة قليلة إلى الجوانب الفيزيائية أو النفسية للبصر. لم يسبق لأي عالم غربي أن أولى مثل هذا الاهتمام الرياضياتي للرؤية. أثر كتاب إقليدس في المناظر على أعمال العلماء والفنانين اليونانيين والمسلمين وعلماء وفناني عصر النهضة الأوروبية الغربية في وقت لاحق، كما يُنسب إليه الفضل في وضع أسس علم البصريات التقليدي.